# Міський стадіон (Слуцьк)
«Міський стадіон Слуцька» (біл. Гарадскі стадыён Слуцка) — багатофункціональний стадіон у місті Слуцьк, Білорусь, домашня арена ФК «Слуцьк».
Стадіон відкритий у 1935 році. Під час Другої світової війни був зруйнований і в 1948 році відновлений. Під час реконструкції 2005 року дерев'яні лави були замінені на нові трибуни із пластиковими кріслами на 700 місць. У результаті реконструкції 2011–2014 років південна трибуна була добудована та збільшена на три ряди, всі крісла були замінені на нові синього і білого кольорів, а місткість збільшена до 1 896 глядачів. На арені встановлено критий майданчик для відеозйомки. Зона для VIP-гостей перемістилася на північну трибуну, і розташовується під кабіною відеооператорів. 
5 липня 2014 року стадіон прийняв перший матч Вищої ліги чемпіонату Білорусі.